# Gränna
Gränna is een plaats in Småland in Midden-Zweden. Het behoort tot de gemeente Jönköping en ligt aan het op een na grootste meer van Zweden, het Vättermeer. In 2000 had het 2574 inwoners. Gränna werd in 1652 door de Zweedse graaf Per Brahe gesticht.
Gränna is bekend om typische rood-wit gestreepte zuurstokken in de vorm van kleine wandelstokjes, die polkagris genoemd worden, en om zijn jaarlijkse 'ballonnendag' ter ere van poolreiziger Salomon August Andrée, die omkwam toen hij met z'n ballon de noordpool bereiken wilde. In het gemeentelijk complex dat onder andere het gemeentehuis en het toeristisch centrum herbergt, is ook het Andréemuseum gevestigd, met informatie over de geschiedenis van Gränna, de Andrée-expeditie, en andere poolexpedities.

## Verkeer en vervoer
Bij de plaats lopen de Europese weg 4 en Länsväg 133.
Vanuit Gränna vertrekt er regelmatig een overzetboot naar het eiland Visingsö in het Vättermeer.

## Geboren
- Salomon August Andrée (1854-1897), technicus en ballonvaarder